# 气旋马库斯
强烈热带气旋馬庫斯（英語：Severe Tropical Cyclone Marcus）是一個非常強大的熱帶氣旋，於2018年3月襲擊了澳大利亞的北領地和西澳大利亞金伯利地區。是2017－2018年澳洲地區熱帶氣旋季里最強的熱帶氣旋，也是2007年喬治以來澳大利亞地區盆地最強的熱帶氣旋。它也被認為是自1974年特雷西以來襲擊達爾文的最糟糕的氣旋。這也是自特雷西襲擊達爾文以來最強的熱帶氣旋，以二級熱帶氣旋的形式登陸達爾文。馬庫斯於3月14日由位於帝汶海東北部的熱帶低氣壓形成，該低氣壓迅速向東南移動，並於次日增強為熱帶氣旋。

## 氣象歷史
2018年3月15日，一股熱帶低氣壓在阿拉弗拉海西部形成。熱帶低氣壓從提維群島以北向東南偏東方向漂移，於3月16日早些時候增強為澳大利亞等级的一級熱帶氣旋，並因此被命名為馬庫斯。在總體上有利於增強的環境中，氣旋馬庫斯於3月17日在穿越北領地海岸線之前的幾個小時內達到了二級狀態。 3月16日，馬庫斯向澳大利亞海岸移動，並在以较弱的二級熱帶氣旋的形式登陸達爾文之前迅速增強。
馬庫斯在離開海岸後明顯增强。很快，風暴開始迅速增強，到3月21日，馬庫斯達到了五級熱帶氣旋強度。 然而在增强之後，由於眼牆置換循环、更強的風切變和較冷的海水，風暴開始迅速減弱。馬庫斯在向南移動時繼續迅速減弱。該系統很快在3月25日轉變為溫帶氣旋，但馬庫斯的殘餘將繼續向東南移動幾天。3月27日，馬庫斯的溫帶殘留在澳大利亞西南海岸消散。

## 防災措施及影響
| 排名             | 名称   | 年份 | 最低气压 毫巴（百帕） |
| ---------------- | ------ | ---- | --------------------- |
| 1                | 格温达 | 1999 | 900                   |
| 1                | 伊尼戈 | 2003 | 900                   |
| 3                | 乔治   | 2007 | 902                   |
| 4                | 奥森   | 1989 | 904                   |
| 5                | 馬库斯 | 2018 | 905                   |
| 6                | 西奥多 | 1994 | 910                   |
| 6                | 万斯   | 1999 | 910                   |
| 6                | 费伊   | 2004 | 910                   |
| 6                | 格伦达 | 2006 | 910                   |
| 来源：澳洲气象局 |        |      |                       |

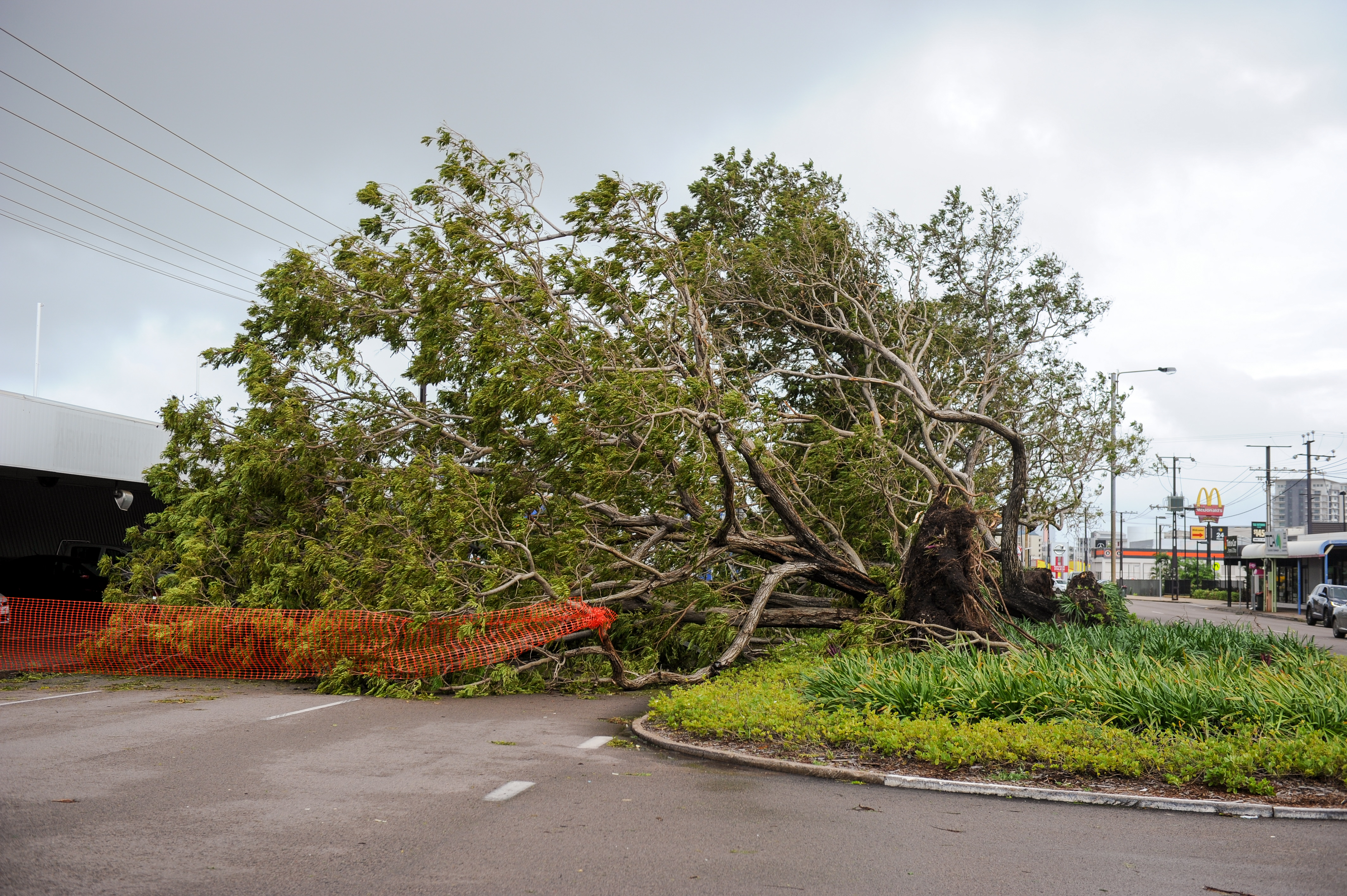
風經過達爾文大約三小時後，氣旋一棵大樹擋住了達爾文的斯圖爾特公路.

風暴發生前，3月15日，澳大利亞氣象局 (BoM) 向達爾文、提維群島和 Top End 西北部的部分地區發布了氣旋警告。 大約26,000戶家庭因破壞性大風而停電，甚至在巴徹勒和阿德萊德河以南的地區也是如此。 大達爾文地區的數千棵樹木被毀，其中包括許多在特雷西颶風過後種植的非洲桃花心木，這些桃花心木生長速度快，遮蔭面積大。
公立學校和非必要的公共服務機構關閉，而清理工作仍在繼續，道路上的樹幹被移走。气旋馬庫斯是自1974年聖誕節前夕时颶風特雷西造成破壞以來襲擊達爾文的最具破壞性的風暴。 保險損失超過8500萬澳元（6560萬美元）。馬庫斯總共造成了約9746萬澳元（7500萬美元）的損失。

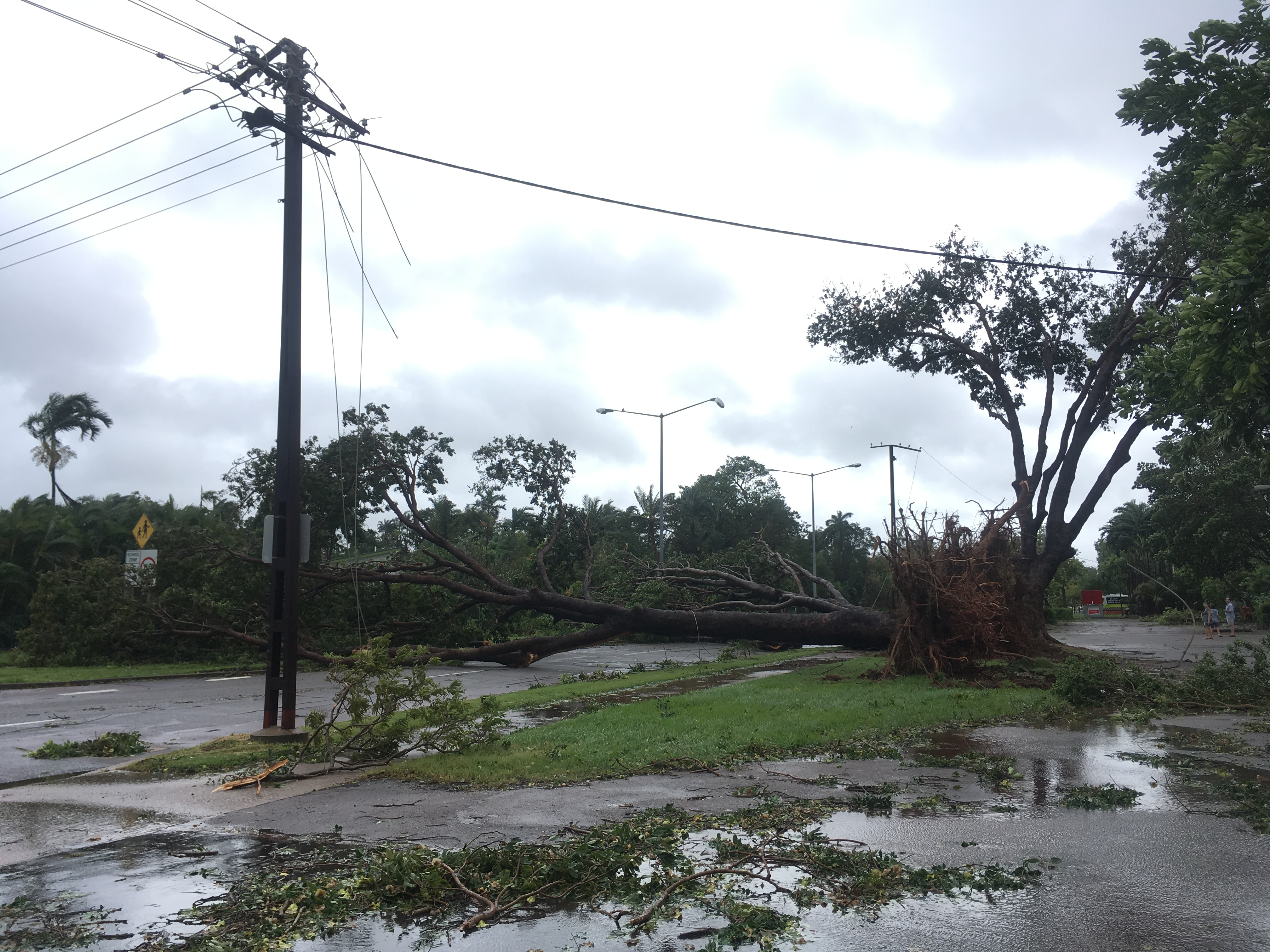
在馬庫斯过境帕拉普之後所倒下的樹木和電線

清理響應由北領地緊急服務部門協調，包括來自澳大利亞陸軍第5營和第1戰鬥工兵團的澳大利亚陆军。美國海軍陸戰隊輪換部隊——達爾文 (MRF-D) 也為清理工作做出了貢獻。.

## 除名
由於对達爾文氣旋造成的破壞及其隨後的猛烈增強，'馬庫斯'被除名，取而代之的是‘馬可’。